# パウル・アッコラ
パウル・アッコラ（Paul Accola, 1967年2月20日 - ）は、スイス・グラウビュンデン州ダボス出身の元アルペンスキー選手。
アルペンスキーの競技種目すべてに出場するオールラウンダーとして1990年代に活躍し、特に複合で目覚ましい成績を挙げた。冬季オリンピックで銅メダル1個、アルペンスキー世界選手権では銀1個と銅2個を獲得。2005年に38歳で引退するまで、オリンピック出場5回、世界選手権出場7回を数えた。
妹のマルティナ・アッコラも元アルペンスキー選手である。

## 経歴
アッコラはダボスで農場を営む家に生まれ、4人兄妹のひとりとして育った。地元ダボスのスキークラブに所属していた少年時代からスイス国内の大会で好成績を挙げ、1985年にはスロバキア・ヤスナで開催されたジュニア世界選手権に派遣されて、回転で3位入賞。その翌年・翌々年シーズンはFISレースに出場し、スイス代表チームにも選抜された。1988年1月17日にはオーストリア・バート・クラインキルヒハイムでの回転でワールドカップに初出場を果たし、8位に入って同年開催のカルガリーオリンピックへの出場資格を得た。2月6日にイタリア・セストリエーレで開催されたワールドカップ回転で3位に入り、初めてワールドカップの表彰台に立った。直後のオリンピックでも複合で銅メダルを獲得した。1989年にアメリカ・コロラド州ヴェイルで開催された世界選手権では、複合で銀メダルを獲得、回転で4位に入賞した。
1991/92シーズンはアッコラにとって最も成功したシーズンであった。1991年11月29日、コロラド州ブレッケンリッジでワールドカップ初勝利を達成した後、このシーズン中にさらに6勝を挙げた。これによりアルベルト・トンバを抑えてシーズン総合優勝の座をつかみ、さらにスーパー大回転と複合の種目別優勝も果たした。1992年2月に開催されたアルベールビルオリンピックでも有力なメダル候補であったが、この大会では失速し、メダルなしに終わった。
その後のシーズンは慢性的な背中痛や度重なる怪我に苦しみ、1991/92年に匹敵するほどの成績を残すことができなかった。ワールドカップでもほぼ毎回10位以内には入っていたものの、表彰台に上ったのはごくわずかであった。しかし、1999年のヴェイルでの世界選手権では複合で銅メダルを獲得、大回転で4位、スーパー大回転で5位入賞し、2001年のオーストリア・サンクト・アントン世界選手権でも複合で銅メダルを獲得した。
2002年に足首の距骨を骨折する大怪我を負い、再起を図ったものの、かつてのレベルにはついに戻れないまま、2005年2月20日の38歳の誕生日に、ドイツ・ガルミッシュ＝パルテンキルヒェンにおいて20年近くにわたる競技生活からの引退を表明した。この時点で、アッコラはワールドカップ史上最高齢の選手であった。
現役時代の本業は大工で、引退後はダボスで土木建設・木材運送の会社を経営しているほか、貸別荘業も手がけている。2008年秋には、2014年ソチオリンピックのアルペン滑降コースを設計するベルンハルト・ルッシの委託で、会場となるクラスナヤ・ポリャナでコース予定地の整地作業を施行した。

## 人物
家族は妻と2男1女。
選手時代のアッコラは思ったことをすぐ口に出すタイプとして知られ、トレーナーやチーム役員と口論を巻き起こすこともしばしばであった。2000年9月には、スイススキー連盟から「規律を乱した」として一時的な出場停止処分と10,000フランの罰金を科されている。インタビューを受けた際の回答には乾いたユーモアが多く、2001年に世界選手権で銅メダルを獲得した際には「得にも損にもならない」とコメントした。1988年のオリンピックで複合銅メダルの時にも、複合という種目について「複合が何だというんだ！ こんなものを面白がる人間なんているわけがない」と語っている。
地元グラウビュンデン州出身の若い才能を支援する基金「Paul Accola Nachwuchs Stiftung」の創設者でもあり、スノーボードの2006年トリノオリンピック金メダリストダニエラ・モイリらとともにその運営に携わっている。また、途上国の子どもたちをスポーツの面から支援する国際NGO「Right to Play」の大使も務めている。
2011年には、グラウビュンデン州の候補者として国民党から国民議会議員選挙に出馬すると報じられたが、最終的に候補者には選ばれなかった。
2012年6月27日、ダボスでトラクターに乗って作業していたところ、後退した際に8歳の少年を轢いてしまう事故を起こし、少年は搬送先の病院で死亡した。アッコラの過失に対する刑事手続が取られたものの、検察は「事故の直前、危ないので作業区域から離れるよう、少年に対して注意していた」との理由からアッコラを不起訴とした。
スイスの重機メーカー「Menzi Muck」社製のウォーキングショベル（ショベルカーの一種）を愛用しており、1992年にはドイツ語圏で最も人気のあるテレビ番組「Wetten, dass..?」に愛機の1台とともに出演したこともある。

## 成績

### オリンピック
- 1988年：複合 3位
- 1992年：大回転 4位、スーパー大回転 10位、複合 21位
- 1994年：複合 6位、スーパー大回転 14位、回転 17位、大回転 19位
- 1998年：大回転 7位、回転 18位、スーパー大回転 18位
- 2002年：複合 6位、スーパー大回転 10位

### 世界選手権
- 1989年：複合 2位、回転 4位
- 1991年：複合 4位、回転 11位
- 1993年：回転 5位
- 1996年：複合 11位、大回転 13位
- 1997年：大回転 5位、複合 6位、回転 18位
- 1999年：複合 3位、大回転 4位、スーパー大回転 5位、回転 9位、滑降 16位
- 2001年：複合 3位、大回転 8位、スーパー大回転 13位

### ワールドカップ
- 1989年：複合 種目別4位
- 1990年：複合 種目別2位
- 1991年：複合 種目別4位
- 1992年：総合優勝、スーパー大回転 種目別優勝、複合 種目別優勝、回転 種目別2位
- 1997年：複合 種目別4位
- 1998年：複合 種目別4位
- 2000年：複合 種目別4位
- 2001年：複合 種目別4位

通算：7勝（複合 3勝、スーパー大回転 2勝、大回転 1勝、回転 1勝）、2位：9回、3位：10回、10位以内：93回

#### ワールドカップでの勝利
| 日付           | 場所                             | 国             | 種目           |
| -------------- | -------------------------------- | -------------- | -------------- |
| 1991年11月29日 | ブレッケンリッジ                 | アメリカ合衆国 | 大回転         |
| 1991年11月30日 | ブレッケンリッジ                 | アメリカ合衆国 | 回転           |
| 1992年1月13日  | ガルミッシュ＝パルテンキルヒェン | ドイツ         | 複合           |
| 1992年1月19日  | キッツビュール                   | オーストリア   | 複合           |
| 1992年1月26日  | ヴェンゲン                       | スイス         | 複合           |
| 1992年2月1日   | ムジェーヴ                       | フランス       | スーパー大回転 |
| 1992年3月1日   | 雫石                             | 日本           | スーパー大回転 |

### その他
- 1985年ジュニア世界選手権：回転3位
- スイス選手権：14勝（滑降：1999年、スーパー大回転：1997年・1999年、回転：1991年・1993年・1998年、複合：1991年、1993-94年、1996-99年、2001年）